# SO(8)
SO(8) — спеціальна ортогональна група восьмивимірного евклідового простору.

## Властивості
- SO(8) — дійсна проста група Лі ранга 4 і розмірності 28.
- SO(8), як і всі спеціальні ортогональні групи при {\displaystyle n>2}, неоднозв'язна, та її фундаментальна група ізоморфна Z2.
  - універсальне накриття SO(8) — спінорна група Spin(8).
- центр SO(8) ізоморфний Z2, він включає дві матриці {±I} (як і для SO(n) при 2n > 2).
  - Центр Spin(8) ізоморфний Z2×Z2 (як і для всіх Spin(4n), 4n > 0).

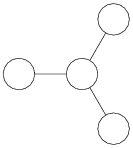
Діаграма Динкіна SO(8), (D_{4})

- SO(8) займає особливе місце серед простих груп Лі, оскільки її діаграма Динкіна (дивись малюнок) (D 4) має триразові  симетрії. У цьому причина особливого властивості Spin (8), відомого як потрійність. З цим пов'язані, наприклад, такі факти:
  - Два спінорних представлення, а також фундаментальне векторне представлення Spin (8) — восьмивимірне (для всіх інших Spin-груп спінорного представлення має розмірність або більшу, або меншу, ніж векторне).
  - Троїстий автоморфізм Spin (8) — група зовнішніх автоморфізмів Spin (8) ізоморфна симетричній групі S 3, вона переставляє ці три представлення.
  - Група автоморфізмів діє на центрі Z2 х Z2 (який також має групу автоморфізмів, ізоморфну S3, які можуть також розглядатися як  загальна лінійна група над скінченним полем з двох елементів, S3 ≅GL(2,2)).
- Група Вейля SO(8) має 4!×8=192 елементів.
- Система коренів SO(8):
{\displaystyle (\pm 1,0,0,\pm 1)}
{\displaystyle (0,\pm 1,\pm 1,0)}
{\displaystyle (0,\pm 1,0,\pm 1)}
{\displaystyle (0,0,\pm 1,\pm 1)}
{\displaystyle (0,\pm 1,0,\pm 1)}
{\displaystyle (0,0,\pm 1,\pm 1)}

- Матриця Картана SO(8):
{\displaystyle {\begin{pmatrix}2&-1&-1&-1\\-1&2&0&0\\-1&0&2&0\\-1&0&0&2\end{pmatrix}}}